# Coll Petit del Tell
El Coll del Tell és una collada del vessant nord dels Pirineus, a 782,5 metres d'altitud, en el límit dels termes comunals d'Arles i de Sant Llorenç de Cerdans, a la comarca del Vallespir, de la Catalunya del Nord. Està situat a prop de l'extrem sud-occidental del terme d'Arles i al nord-oest del de Sant Llorenç de Cerdans. És al nord-est del Mas Llistanós, del darrer dels dos termes, i a prop i a llevant del Coll del Tell.